# 陳宗問
陳宗問，本名裕，以字行，浙江鄞縣（今寧波市）人。明初官員。官至湖廣武昌府知府。

## 生平
陳宗問“通經史，善書法”，於洪武二十四年（1391年）中式辛未科進士。初任吏部主事（一作工部），陞河南布政司參政。宗問在任內，廉潔有爲，治理河道，成效卓著。因事去職。後隨皇帝北巡，授吏部考功司郎中，又改出守武昌府，因上奏楚王府侵佔民田，被罰採石勞役。勞役滿後，官復原職，至臨清即卒。清光緒《鄞縣志》有傳。

## 遺跡

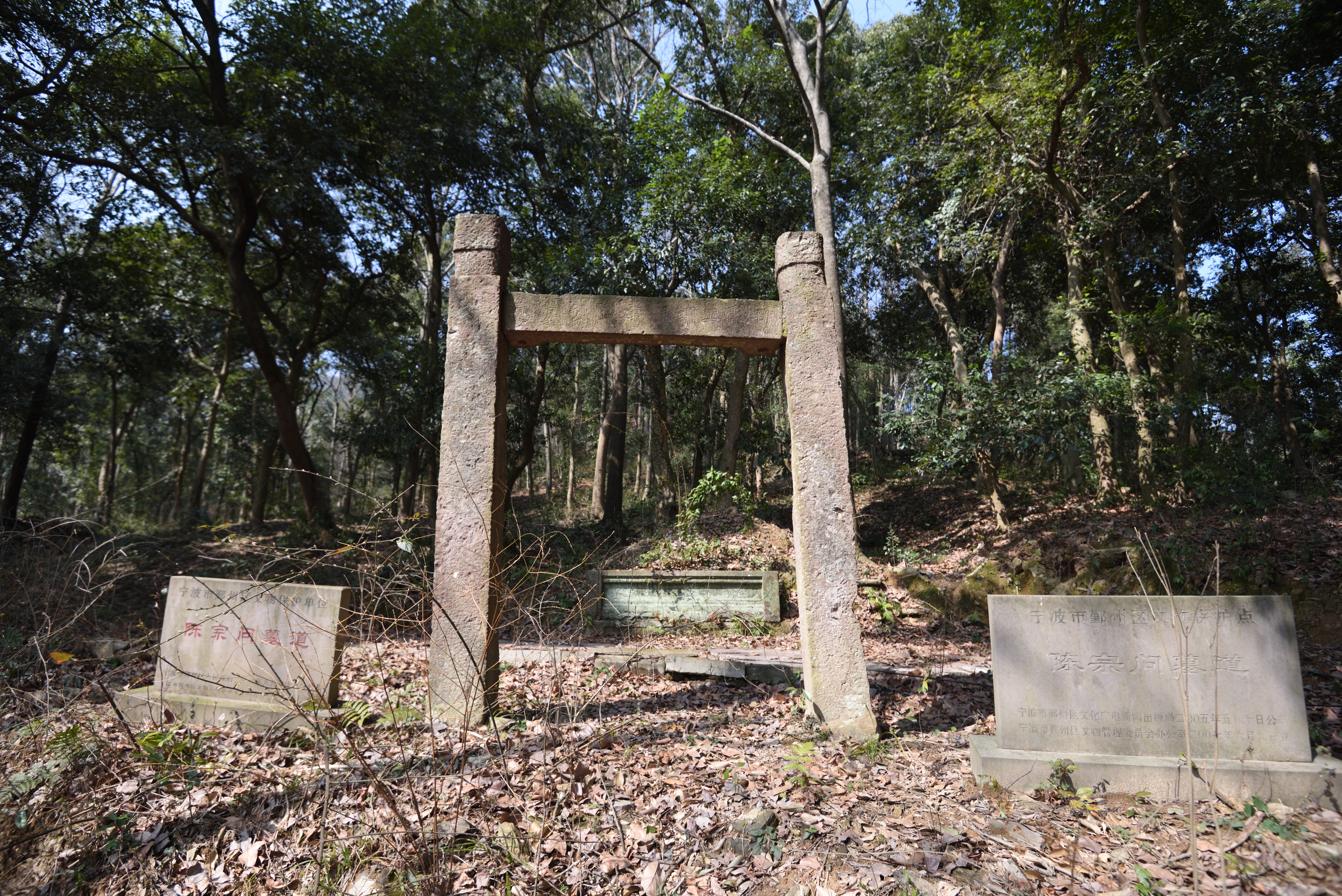
位于集士港镇四明山村庙夹岙的陳宗問墓道

今寧波海曙區集士港鎮西岙水庫尚存陳宗問墓道石刻，爲區級文物保護單位。